# Scruggs, Vandervoort and Barney
Scruggs, Vandervoort & Barney was een warenhuis opgericht in St. Louis, Missouri in 1850, door M.V.L. McClelland en Richard Scruggs als McClelland, Scruggs & Company. Het bedrijf begon als een winkel voor gebruiksgoederen, waarbij de eerste winkel werd geopend in North 4th Street in het centrum van St. Louis, en later uitbreidde. In 1860 trad William L. Vandervoort toe tot het bedrijf. Toen McClelland in 1870 met pensioen ging, verving Charles E. Barney hem in het bedrijf.
In 1907 verhuisde het bedrijf naar het gebouw, bekend als The Syndicate aan  Tenth Street en Olive Street. Tien jaar later verwierven ze de Mermod Jaccard King Jewelry Company en vestigden ze zich op de locatie in het centrum. Ze stonden bekend om het houden van verschillende soorten modeshows . In de jaren 1950, toen het warenhuis bekend stond als 'Vandervoort's', openden ze een filiaal in Clayton, Missouri en later in het Crestwood Plaza in Crestwood, Missouri. Het bedrijf werd aangepakt door de NAACP omdat het oneerlijke wervingspraktijken had, zoals veel bedrijven in die tijd.
Vandervoort leed onder financiële druk en stopte de exploitatie van de warenhuizen in 1969. De vestiging in Crestwood Plaza werd in datzelfde jaar overgenomen door warenhuisketen Famous-Barr .